# Sa Dương
Sa Dương (chữ Hán giản thể: 沙洋县) là một huyện thuộc địa cấp thị Kinh Môn, tỉnh Hồ Bắc, Cộng hòa Nhân dân Trung Hoa. Huyện này có diện tích 2148 ki-lô-mét vuông, dân số năm 2004 là 590.000 người. Về mặt hành chính, huyện này được chia thành 13 trấn: Sa Dương, Ngũ Lý Phố, Kỷ Sơn, Hậu Cảng, Tằng Tập, Thập Hồ Kiều, Trầm Tập, Cao Dương, Mã Lương, Quan 垱, Lý Thị, Mao Lý, Thập Lý Phố.